# Emoticona

Si es gira a la dreta l'emoticona :-) s'obté una cara.

Una emoticona és un símbol gràfic que pretén reproduir expressions facials i sentiments fent servir signes de puntuació, lletres o nombres, de manera que es puguin posar al mig del text. Volen donar informació sobre la comunicació no verbal que acompanya l'oral i es fan servir molt en la conversa informal a Internet, en el llenguatge SMS i entre els joves.
Les emoticones tenen l'origen a l'Smiley (al començament es deien justament així, smileys). Hi ha dos estils fonamentals: l'occidental i el japonès (al Japó de vegades es diuen kirbies). El Kaomoji és una emoticona textual d'origen japonès (kao significa cara, moji, lletra) constituïda per una breu successió de caràcters Unicode, que es llegeix segons una orientació vertical, a diferència de les emoticones textuals occidentals, que es componen amb caràcters ASCII i es llegeixen segons una orientació horitzontal.
Les emoticones occidentals reprodueixen una cara i s'han de llegir tombant el cap cap avall i a l'esquerra, de forma que la part esquerra del text sigui a la de dalt. Per exemple ;) equivaldria al gest de picar l'ullet, el punt i coma serien els ulls, un d'obert i un de tancat, i el parèntesi la boca.
L'estil japonès dibuixa la cara vertical, com a (*_*), on els asteriscs són els ulls i el guió baix la boca. De vegades es fan servir en fòrums occidentals per influència del manga.
Els programes, com per exemple el messenger, fan servir dibuixos animats en comptes de símbols.

## Història

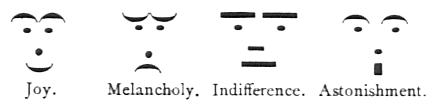
Emoticones publicats el 30 de març de 1881 en una pàgina de Puck.

El  National Telegraphic Review and Operators Guide  a l'abril de 1857 va documentar l'ús del nombre 73 en Codi morse per expressar "amor i petons" (després reduït al missatge més formal "els millors desitjos").  Dodge s Manual  el 1908 va documentar la reintroducció d'"amor i petons" com el nombre 88. Gajadhar i Green van comentar que ambdós abreujaments del codi Morse són més succintes que les modernes abreviacions com ara LOL.
Les emoticones tipogràfiques van ser publicades el 1881 per la revista satírica nord-americana Puck . El 1912 Ambrose Bierce va proposar "una millora en la puntuació, el punt de riure: s'escriu així \___/! i presenta una boca somrient. És adjuntat, amb la vista completa, (o el signe d'exclamació que després utilitzaria Bierce) per a cada frase jocosa o irònica ".
Les emoticones van entrar ja en el fandom de la ciència-ficció en els anys 40, encara que allà pugui semblar que hi ha un lapse en la continuïtat cultural entre les comunitats.

## Per a què s'empren
Les emoticones s'han anat desenvolupant al llarg dels anys, principalment, per imitar les expressions facials i les emocions, per vèncer les limitacions d'haver de comunicar-se només en forma de text i perquè serveixen com a abreviatures. S'han escrit llibres sobre aquest tema, amb llistes interminables d'emoticones.
En els fòrums d'Internet, les emoticones se solen reemplaçar automàticament per les imatges corresponents. En alguns editors de text (com ara Microsoft Word), l'opció de «correcció automàtica» reconeix emoticones bàsiques com:) i: (, i les canvia pel caràcter corresponent.

## Estil occidental
Per reconèixer les emoticones més fàcilment, va bé girar el cap cap a l'esquerra o cap a la dreta, depenent de si la part superior de l'emoticona està a l'esquerra o a la dreta (encara que normalment està a l'esquerra).

### Emoticones senzilles
| :-) (-: :) (: =) (=       | Somriure (smiley )                   | :D =D XD        | Riure                                         | :-( )-: :( ): D: Dx 'n' | Tristesa                     | \( :-P :P                 | Traient la llengua; broma          |
| :'( ='[ :_( /T_T TOT ; _; | Plora                                | =O :-O/         | Ensurt o sorprès                              | =8-O                    | Molt espantat o molt sorprès | :-*) :$ o//o              | Avergonyit/a em vaig posar vermell |
| :-X X-: 'x'               | No diu res, s'ha quedat mut          | ;-) ;) ; D      | Pica un ull                                   | 8-) (-8                 | Porta ulleres/saberut        | q=D (-:b (-:6             | Porta una gorra                    |
| :-o o-: :O o:             | Sorpresa                             | :-7 :9          | Enllepolit, llepant                           | :-\ XC ):-/ :\ /:       | Disgustat                    | :-b                       | Dona amb monyo                     |
| 0:-)                      | Sant, innocent                       | +-:-)           | El Papa                                       | #<:º)                   | Pallasso                     | =:-/                      | Punk                               |
| {:-)                      | Amb boina                            | :[ ".,." ',--,' | Vampir                                        | :-m                     | Pensatiu                     | T_T ToT Y_Y T^T ; O; ;__; | Ulls plorosos                      |
| ò_ó ¬ ¬ -.-O.ó o.Ó        | Enuig                                | :B              | Mostrant les dents                            | ^^                      | Ullets feliços               | ^_^ Ü ^o^ ^^ 'o'          | Carona Feliç                       |
| uu u_u U_U                | Afligit, trist                       | Q:)             | Osama                                         | n_n                     | Alegre                       | >_< >.< ><                | No entenc                          |
| OO O_O 'O'</>C_C          | Molt sorprès                         | O.o 'o'         | Sorprès                                       | :S '#' U                | Desconcertat                 | _                         | Boig                               |
| d[-_-] b                  | Escoltar música Basshunter           | ¬ ¬ ¬ ¬ *       | Mirant enutjat amb ulls entretancats          | -_-                     | Cara normal                  | xD XD                     | Riure, ironia                      |
| :S '#'                    | Desconcertat. Que rotllo o que pena. | n_n -.-' -.-"   | Sense paraules o vergonya aliena              | :đ                      | Alegria extrema              | :3 :B                     | Carona tendra                      |
| -3 -                      | Petó negre                           | o0o . ¡. ,. L.. | Aixeca el dit cor(Senyal obscena)             | :-x x_x X_X             | Mort                         | *-* *O * *_*              | Meravellat                         |
| <3                        | Cor                                  | *¬ * :Q_ :F     | Bavejar                                       | :* =* ^*^ o3o           | Petonet                      | o_# ^_#                   | Picant un ull                      |
| :$ ;$$* ^///^ u///o       | Avergonyit                           | XP              | Traient la llengua estrenyent els ulls(burla) | $_$                     | Avarícia                     | >---                      | Com una flor                       |
| :')                       | Plora de felicitat                   | >:]             | Somriure malvat                               |                         |                              |                           |                                    |
| >;-))                     | Amb barba                            |                 |                                               |                         |                              |                           |                                    |
| //_O(///_O (//_-)>7.(     | Emo                                  |                 |                                               |                         |                              |                           |                                    |
| ._.                       | Indiferent                           |                 |                                               |                         |                              |                           |                                    |
| e.e                       | Mirant de reüll                      |                 |                                               |                         |                              |                           |                                    |
| :mmm: >:3                 | Mirada pervertida                    |                 |                                               |                         |                              |                           |                                    |
| -)                        | Dormint                              |                 |                                               |                         |                              |                           |                                    |
| (ö)                       | Porc                                 |                 |                                               |                         |                              |                           |                                    |

### Variants
Hi ha possibilitats il·limitades, a causa de l'habilitat de les persones de crear i interpretar dibuixos com a cares. Vegeu art ASCII.
Les emoticones solen estar girades a l'esquerra. No obstant això, en algunes ocasions se les gira a la dreta per crear emoticones "esquerranes", per exemple (:. Aquestes emoticones esquerranes poden crear confusió, atès que alguns internautes habituals tendeixen a ometre el : que representa els ulls [deixant ( en lloc de:)], de manera que el que un va escriure com un somriure podria interpretar-se com una cara trista. En general, els que es comuniquen molt mitjançant emoticones pensen subconscientment "Parèntesi de tancament = alegria, parèntesi d'obertura = tristesa".
Més com un acudit que per altra cosa -però també com una afirmació política-, els "frownies" i el símbol :-(van ser patentats per l'empresa Despair sota el Serial de les marques registrades dels Estats Units 75.502.288 i número de registre 2.347.676.
 XD  expressa  "Riure a riallades" . Quan es gira 90 º a la dreta s'assembla a la representació d'una cara amb la boca molt oberta i els ulls fortament tancats com a símptoma d'una forta riallada. Actualment, aquesta emoticona és escrita de diverses maneres ("xd", "xD", "XD" i "Xd", l'última de les quals és la menys usada).
Suposadament va ser popularitzada després de ser usada a South Park, però el seu origen sembla que és el còmic japonès. Usualment s'explica que l'emoticona fa servir el mètode usat quan un personatge riu tan fortament que tanca els ulls i sembla una X a l'inrevés.
No és equivalent al terme "LOL " o les onomatopeies de riure existents en tots els idiomes, tot i que en molts àmbits sí que són identificats l'un amb l'altre.
També es pot confondre amb altres paraules amb significat diferent com el format de memòria XD.
Irònicament, molta gent sol confondre aquest símbol amb "Per Déu". La ironia prové que en moltes ocasions queda bé, per la qual cosa es produeix dubte. No obstant això, es pot interpretar així tenint en compte el "llenguatge inculte d'abreviatures" que s'usa tant en SMS com a Internet (x = per; D = Déu).
 Exemple: 
"No saps res, a veure si aprens alguna cosa  xD "
"No saps res, a veure si aprens alguna cosa  per déu "

### Emoticones complexes
| Emoticona            | Significat                   |
| -------------------- | ---------------------------- |
| d:^)                 | Jugador debeisbol            |
| o-(-_-Q)             | Boxejador                    |
| (o'.*#]O=(^.^Q)      | Knockout                     |
| (/)_(\)              | Espantat                     |
| (\(^#^)/)            | Festa                        |
| \m/(-_-)\m/          | Rock on !                    |
| "\(-..-)//"          | Fantasma                     |
| *<\|:o)>             | Pare Noel                    |
| *<\|:{)>             | Festa                        |
| '''':^)              | Marge Simpson                |
| (_8(V) (_8(I)        | Homer Simpson                |
| [::[__]::] [+[__]::] | Nintendo DS                  |
| ((><))               | Kenny McCormick (South Park) |
| d:-)-<--<;] 8        | Skater                       |
| >>8-J()]=-           | Vell amb barba               |
| {:-{)                | Senyor amb bigoti            |
| [:]<-B               | Un bus                       |
| (_8=3X               | Bandera pirata               |
| d(-_-)b              | Escoltant música             |
| (:-)                 | Calb                         |
| @)>---->---          | Una rosa                     |
| (::[]::)             | Una capellà o tireta         |
| ?:-)                 | Elvis                        |
| []_____{}            | Hypnothoad/Hipnogripau       |
| =^._.^=              | Gat                          |

#### De diverses línies
| Emoticona               | Significat                      |
| ----------------------- | ------------------------------- |
| (\___/) (o'.'o) (")_(") | El Pokémon Pikachu o un conill. |

| Emoticona                  | Significat |
| -------------------------- | ---------- |
| () __ () ('; ') (,,)_(,,)_ | Un Osset.  |

| Emoticona               | Significat |
| ----------------------- | ---------- |
| /\___/\ (='_'=) (")_(") | Gat        |